# نیروگاه شیروان
نیروگاه سیکل ترکیبی شیروان (در استان خراسان شمالی، در کیلومتر ۱۲ جنوب شرقی شهرستان شیروان - قوچان، احداث ۱۳۸۳)،  یکی از نیروگاه‌های ایران از نوع سیکل ترکیبی با ظرفیت تولید ۱۴۳۴ مگاوات است که شامل ۶ واحد گازی ۱۵۹  مگاواتی از نوع V94/2A و ۳ واحد بخار ۱۶۰ مگاواتی در زمینی به مساحت ۱۲۰ هکتار است.
در حال حاضر این نیروگاه با تمام ظرفیت  ۱۴۳۴ مگاوات در حال تولید است و واحدهای گاز و بخار آن به صورت کامل تکمیل و تحویل بهره بردار گردیده است .
سوخت مورد نیاز نیروگاه گاز طبیعی و سوخت جایگزین آن نفت گاز (گازوئیل) است.
توربین‌های این نیروگاه با همکاری شرکت مدیریت طرح‌های نیروگاهی ایران (مپنا) و آنسالدو ایتالیا در ایران تولید شده‌است.
برق تولیدی این نیروگاه از طریق یک ایستگاه ۴۰۰ کیلوولت به شبکه سراسری متصل می‌شود. همچنین خطوط  ۴۰۰ و ۱۳۲ کیلوولت نیازهای مصرف در اسفراین و نیروگاه طوس و منطقه شیروان و شهرهای همجوار را تأمین می‌کند.

## روزشمار ساخت نیروگاه
شروع عملیات اجرایی واحدهای گازی از سال ۱۳۸۳ شروع شد و در سال ۱۳۸۶ آخرین واحد آن سنکرون شد.احداث ۳ واحد بخار این نیروگاه نیز از سال ۱۳۸۹ آغاز و اخرین واحد آن در سال ۱۴۰۰ با شبکه ملی سنکرون شد. با راه‌اندازی واحدهای بخار، راندمان این نیروگاه از ۳۲ به ۵۲ درصد افزایش یافت 

## تعلل در اجرای مرحله دوم نیروگاه شیروان
عملیات اجرایی نیروگاه سیکل ترکیبی شیروان از اردیبهشت ۱۳۸۳ در شهرستان شیروان شروع شد.
واحد اول توربین گازی این نیروگاه در فروردین ۱۳۸۵ با ظرفیت ۱۵۹ مگاوات وارد شبکه برق کشور شد و واحدهای گازی دیگر به مرور به بهره‌برداری رسیدند و فاز اول آن با ۶ واحد گازی ۱۵۹ مگاواتی تکمیل شد و در حال بهره‌برداری کامل است، اما تکمیل فاز دوم آن به تعویق افتاد.
با گذشت بیش از ۳ سال [تا سال ۱۳۹۱]، تکمیل فاز دوم آن به دلیل کمبود اعتبار به تعویق افتاد که (بنا به گفته کارشناسان) روزانه یک میلیارد تومان خسارت در بر دارد.
دود و بخار حاصل از فعالیت گازی این نیروگاه روزانه از طریق ۶ خروجی اگزوز گازی با قدرت خروج حدود ۵۰ متر وارد جو می‌شود و به علت اینکه ترکیبی از دی اکسید کربن، مونوکسید کربن و ... است علاوه بر آسیب‌های زیست محیطی، به علت عدم استفاده روزانه حدودا یک میلیارد تومان نیز ضرر اقتصادی در بر دارد.

### ادعای نماینده شیروان در مورد تخصیص اعتبار
در این رابطه، رئیس کمیسیون اجتماعی مجلس نهم (عبدالرضا عزیزی) در تابستان ۱۳۹۱  گفت:
کل اعتبار مورد نیاز برای راه‌اندازی سه واحد بخار این نیروگاه ۴۳۰ میلیارد تومان بوده و در صورت راه‌اندازی ۳ واحد فوق، این مبلغ ظرف مدت ۴۳۰ روز برگشت داده می‌شود.

اجرای مرحله دوم نیروگاه سیکل ترکیبی با وجود خرید برخی تجهیزات به علت عدم تخصیص اعتبار همچنان به تعویق افتاده و در بهترین حالت آن تنها ۱۵ درصد پیشرفت فیزیکی دارد، میزان بدهی گاز این نیروگاه همچنان بالاتر می‌رود.

### ادعای مدیرعامل شرکت گاز خراسان شمالی
همچنین، در مرداد ۱۳۹۱، مدیرعامل شرکت گاز خراسان شمالی (حسین تقی‌نژاد) گفت:
نیروگاه سیکل ترکیبی شیروان ۴۷ میلیارد تومان بابت گاز مصرفی خود به این شرکت بدهی معوقه دارد. میزان بدهی نیروگاه به شرکت گاز بیش از کل اعتبارات اختصاصی به این شرکت در سال جاری است در حالی که  برق تولیدی این واحد نیروگاهی در شبکه برق استانی و ملی مصرف می‌شود.
به گفته وی نیروگاه سیکل ترکیبی شیروان در استان خراسان شمالی از واحدهای پرمصرف در زمینه سوخت گازی است.
در شهریور ۱۳۹۱، عبدالرضا عزیزی نماینده شیروان در مجلس با اشاره به وضعیت نیروگاه ترکیبی شیروان گفت:
حدود ۷۰۰ میلیارد تومان تجهیزات در این نیروگاه به خاطر نبود بودجه ۲ سال است که مستهلک شده و این پروژه را از فعالیت ساقط کرده است.